# Kristian Viguenin
Kristian Ivanov Viguenin (en bulgare : Кристиан Иванов Вигенин), né le 12 juin 1975 à Sofia, est un homme politique bulgare membre du Parti socialiste bulgare (BSP). Il est ministre des Affaires étrangères entre le 29 mai 2013 et le 6 août 2014.

## Biographie

### Formation
Membre fondateur des Jeunesses socialistes en 1994, il est titulaire d'une maîtrise de relations internationales de l'université d'économie nationale et mondiale, obtenue en 1998.

### Activités politiques
Il entre au conseil suprême du BSP en 2000, au bureau exécutif l'année suivante et est élu député à l'Assemblée nationale en 2005. À l'occasion des élections européennes spéciales du 20 mai 2007 il est élu au Parlement européen. Il conserve son siège lors des élections du 7 juin 2009.
Le 29 mai 2013, il est nommé ministre des Affaires étrangères dans le gouvernement de centre-gauche de Plamen Orecharski.
Il est remplacé le 6 août 2014 par l'indépendant Daniel Mitov.
Il est de nouveau élu au Parlement européen en juin 2024.